# Cerrito Gordo
Cerrito Gordo är en ort i Mexiko.   Den ligger i kommunen Mezquital och delstaten Durango, i den centrala delen av landet, 700 km nordväst om huvudstaden Mexico City. Cerrito Gordo ligger 2 069 meter över havet och antalet invånare är 202.
Terrängen runt Cerrito Gordo är kuperad åt sydost, men åt nordväst är den bergig. Runt Cerrito Gordo är det mycket glesbefolkat, med 3 invånare per kvadratkilometer. Närmaste större samhälle är Santa María Magdalena de Taxicaringa, 15,5 km nordväst om Cerrito Gordo. I omgivningarna runt Cerrito Gordo växer huvudsakligen savannskog.